# Ruth Walfridsson
Ruth Sofia Walfridsson, född Dorph 23 december 1865 i Stockholm, död 18 februari 1950 på Lidingö, var en svensk lärarinna och missionär som verkade på Svenska Missionsförbundets (SMF) missionsfält i Nedre Kongo (Bas-Congo) i dåvarande Fristaten Kongo i slutet av 1800-talet.

## Biografi
Ruth Walfridsson uppfostrades i ett officershem och erhöll i sin ungdom en god utbildning, särskilt i språk. Hennes far Victor Herman Dorph (1818–1879) var kapten vid Värmlands regemente och senare fängelsedirektör. Hennes mor hette Carolina Olivia Falkenholm (1838–1912).
Hon studerade 1873–1881 vid Vänersborgs elementarläroverk för flickor. År 1884, då hon var 19 år gammal, fick hon sin första plats som guvernant i en friherrlig familj i Skövde, där hon undervisade den enda dottern. Därefter var hon på gården Hamra utanför Tumba, där hon undervisade dottern till brukspatronen samt hennes två yngre bröder. 1886 reste hon till England för att lära sig engelska och 1887–1888 tog hon examen i London. Därefter var hon lärarinna i en fransk familj 1888–1890.
1891 avskildes hon till Svenska Missionsförbundets missionär i Kongo. Den 6 april samma år gifte hon sig med missionsläkaren Karl Simon Walfridsson (1866–1893) på svenska legationen i London. Dagen efter giftermålet lämnade paret Sverige tillsammans med några andra missionärer och ankom den 22 maj till Mukimbungu missionsstation.

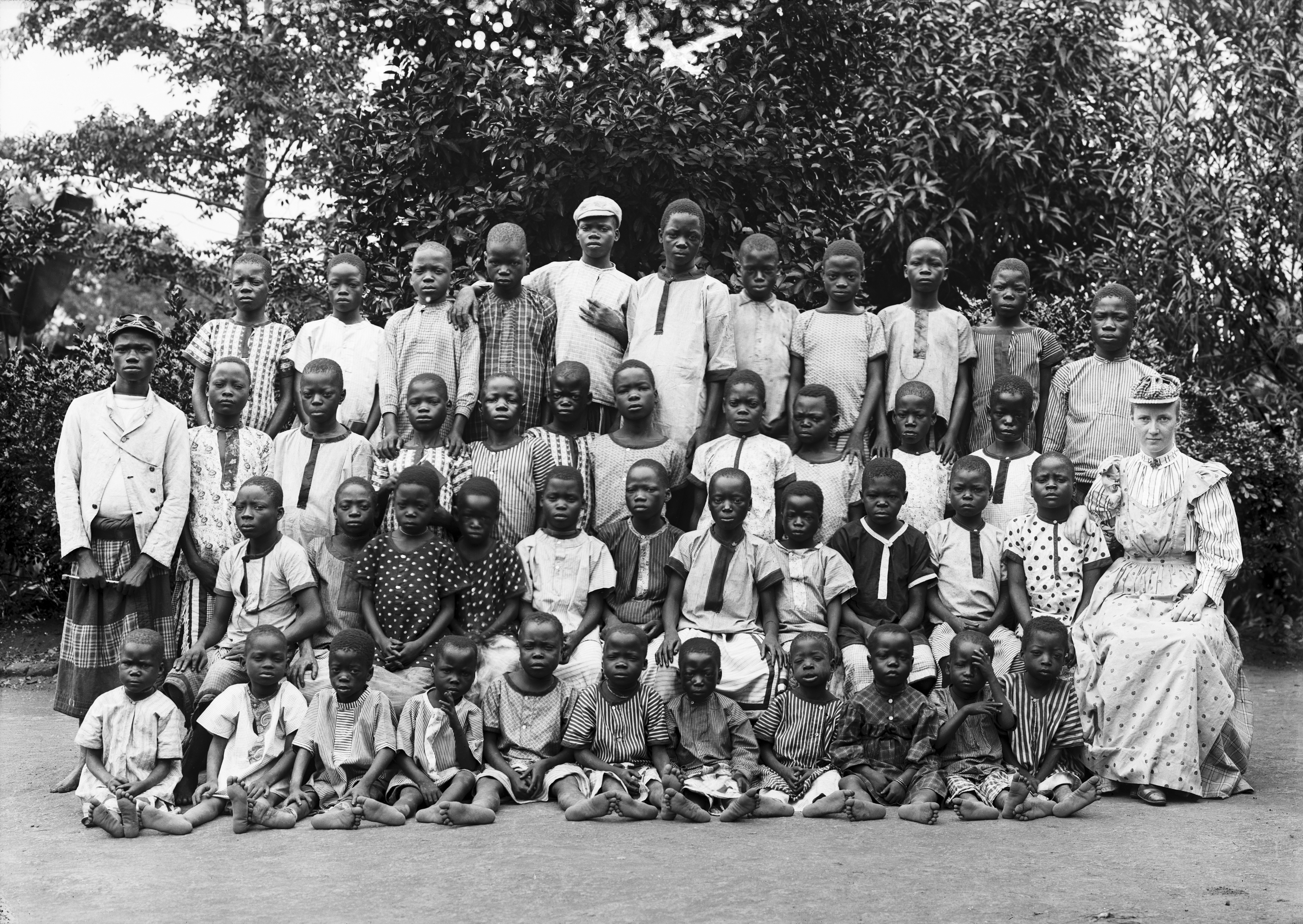
Ruth Walfridsson med elever vid Mukimbungu missions-station, Fristaten Kongo, 1897, ur Etnografiska museets bildarkiv. Foto: Karl Johan Pettersson (1855-1921).

Åren 1891–1894 och 1896–1899 verkade hon som missionär och lärarinna i Kongo, bland annat vid Mukimbungu missionsstation. Fast det under denna tid inte ansågs lämpligt för kvinnor att missionera på egen hand, gav hon sig ofta iväg själv till ensligt belägna byar. Maken avled i malaria den 7 maj 1893 i Mukimvika.
1904 var hon språklärarinna vid Svenska Missionsförbundets missionsskola. 1906 tog hon språkexamen i Neuchâtel i Schweiz. Hon gick i pension 1926 men innehade befattningen som extra lärarinna vid missionsskolan fram till november 1932.

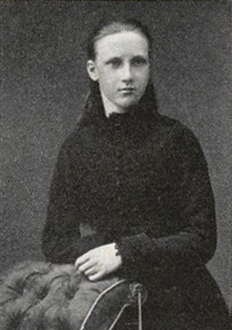
Ruth Walfridsson i konfirmations-åldern, ur "När vi var unga / II. av J. Byström med flera" (1946), Missions-förbundets förlag, Stockholm.

Hon översatte kristen litteratur och kyrkliga psalmer, författade egna sånger i Kongo samt en läsebok på det lokala språket. Hon arbetade också med revidering av Karl Edvard Lamans (1867–1944) bibelöversättning och grammatik från Kongo (bibelöversättningen tillsammans med J. Lundahl och grammatiken tillsammans med  J. W. Håkansson), samt revidering av maken Karl Simon Walfridssons översättning av Davids psalmer (Psaltaren).
Hon ligger begravd på Lidingö kyrkogård.

## Etnografika
Etnografiska museet i Stockholm innehar sju föremålssamlingar med anknytning till Ruth Walfridsson. De två samlingarna 1894.10 och 1900.12 förvärvades till museet 1894 och 1900 från Ruth Walfridsson. De tre samlingarna 1894.03, 1897.08 och 1904.18 donerades till museet 1901 av antropologen Gustaf Retzius (1842–1919) samt 1904 av Gustaf Retzius och hans fru, feministen Anna Hierta-Retzius (1841–1924).
- 1894.03 (Retzius, Gustaf) - 27 st föremål från Kongo, insamlade av Ruth Walfridsson.
- 1894.10 (Walfridsson, Ruth) - 2 st mössor av ananasfibrer från Mukimbungu.
- 1897.08 (Retzius, Gustaf) - 17 st föremål från Kongo, inköpta av Ruths mor Carolina Olivia Dorph, men samlade av Ruth.
- 1900.12 (Walfridsson, Ruth) - 24 st föremål från Kongo.
- 1904.18 (Retzius, Gustaf och Anna) - 427 st föremål från Egypten, Sudan och Kongo.

## Utmärkelser[2]
- Hedersledamot i Brittiska och utländska bibelsällskapet (1905).
- "Officier d´Académie" från Ministère de Instruction publique et des Beaux-Arts, Paris.
- Leopoldmedaljen "Travail et Progrès".